# Конвергенция (Одни из нас)
«Конвергенция» (англ. Convergence) — седьмой и финальный эпизод второго сезона американского постапокалиптического телесериала «Одни из нас». Сценарий к эпизоду написали Нил Дракманн, Хэлли Гросс и Крэйг Мэйзин, а его режиссёром стала Нина Лопес-Коррадо. Премьера эпизода состоялась 25 мая 2025 года на канале HBO. Эпизод рассказывает о третьем дне Элли (Белла Рамзи) и Дины (Изабела Мерсед) в Сиэтле, где они намерены убить Эбби (Кейтлин Дивер). К ним присоединяется Джесси (Янг Мазино), который стремится воссоединиться с Томми (Гэбриел Луна) и вернуться домой.
Эпизод в основном снимали в Даунтаун-Ванкувере в июле и августе 2024 года. Решение завершить сезон клиффхэнгером, символизирующим переход третьего сезона на точку зрения Эбби, было написано так, чтобы оно соответствовало игре, на которой основан этот сезон; сценаристы сочли, что это был лучший способ рассказать всю историю. Критики высоко оценили режиссуру, операторскую работу и актёрскую игру Рамзи и Ариэлы Барер; некоторые сочли сценарий мощным и интересным, в то время как другие посчитали изменения ненужными, а концовку — резкой. На линейном телевидении эпизод посмотрели 680 000 зрителей.

## Сюжет
После того, как она пытала Нору, Элли возвращается в театр. Она рассказывает Дине, что Джоэл убил Цикад в Солт-Лейк-Сити, включая отца Эбби, чтобы спасти её. Потрясённая Дина хочет вернуться домой.
На третий день пребывания Элли в Сиэтле она вместе с Джесси отправляется искать Томми, и в это время они спорят об эгоизме Элли. Когда солдаты Вашингтонского освободительного фронта (ВОФ) нападают на молодого Серафита, Джесси не даёт Элли вмешаться. Джесси узнаёт, что Дина беременна от него. Он рассказывает Элли, что однажды он влюбился в одну девушку из проходящей мимо группы, и она просила его, чтобы он отправился с ней в Мексику, однако он остался, так как он был верен общине.
Они вдвоём осматривают Сиэтл. Элли замечает аквариум и понимает, что Эбби находится там. Разгневанный Джесси признаётся, что проголосовал против её предложения отомстить за Джоэла, чтобы защитить сообщество, утверждая, что Элли всегда поступает эгоистично. Джесси отправляется искать Томми, пока Элли направляется к аквариуму. Тем временем лидер ВОФ Айзек готовит группу к нападению на остров серафитов. Он обеспокоен исчезновением группы Эбби, поскольку Айзек хочет, чтобы Эбби стала его преемницей, когда он умрет.
По пути в аквариум Элли настигает гигантская волна, которая выбрасывает её на берег острова Серафитов, где её берёт в плен группа. Прежде чем они успевают убить её, ВОФ атакует остров, и Элли удаётся сбежать. В аквариуме она сталкивается с друзьями Эбби, Оуэном и Мел, и требует, чтобы они сказали ей о местонахождении Эбби. Оуэн хватает спрятанный пистолет, чтобы выстрелить в неё, однако Элли смертельно ранит его выстрелом, а пуля попадает в шею Мел. Беременная Мел умоляет Элли спасти её ребёнка с помощью кесарева сечения, но слишком потрясённая Элли оказывается неспособна сделать это вовремя, и Мел умирает. Томми и Джесси прибывают, чтобы отвести глубоко расстроенную Элли обратно в театр.
Согласившись вернуться домой, Элли благодарит Джесси за спасение и они достигают взаимопонимания. Они слышат шум и выбегают в вестибюль. Джесси погибает от выстрела Эбби, которая пришла в театр, чтобы отомстить за своих друзей, и держит Томми под дулом пистолета. Элли сдаётся, умоляя Эбби оставить Томми в живых. Она говорит Эбби, что это она убила её друзей и была тем человеком, ради которого Джоэл убил её отца. Разгневанная Эбби говорит ей, что она впустую потратила шанс жить, и направляет пистолет на Элли. Раздаётся выстрел.
Тремя днями ранее, на базе ВОФ, расположенной на бывшем спортивном стадионе, Мэнни будит Эбби, так как их обоих вызвал Айзек.

## Производство

### Разработка и сценарий
Сценарий к «Конвергенции» написали Нил Дракманн, Хэлли Гросс и Крэйг Мэйзин, а его режиссёром стала Нина Лопес-Коррадо. Дракманн и Мэйзин являются авторами телесериала; Дракманн был одним из режиссёров видеоигры The Last of Us Part II (2020), на которой основан второй сезон, и сценарий к ней он написал вместе с Гросс. Мэйзин обнаружил, что название отражает события эпизода, поскольку оно упоминается в диалоге, где говорится о зоне конвергенции.:29:46 В титрах звучит песня группы Soundgarden «Burden in My Hand»; по мнению Мэйзина, текст песни подразумевал сходство между Эбби и Элли, что вызывало интересные вопросы о том, были бы они близки, если бы они были знакомы раньше.:55:04
Мэйзин предположил, что воспоминания, показанные в предыдущем эпизоде, могли происходить в голове Элли, когда она возвращалась в театр после того, как она пытала Нору.:7:28 Когда Элли признаётся Дине, что ей пытать Нору было легко, Дракманн не согласился с интерпретацией Мэйзина, чувствуя, что Элли лжёт самой себе, пытаясь имитировать силу Джоэла, хотя на самом деле её терзают воспоминания о содеянном.:9:32 Идея о том, что Нора сказала Элли два слова во время пыток — которые, в конечном счёте, привели её к аквариуму — принадлежала Гросс.:23:21 Сцена, где Элли оказывается на острове Серафитов, не была включена в игру; она была написана в ранних вариантах сценария, но позже была вырезана. Мэйзин посчитал, что включение ребёнка-Серафита, приказывающего убить Элли на острове, свидетельствует о том, как невинных детей во время войны приучают к экстремальному племенному менталитету, не давая им возможности воспринимать других иначе, кроме как негативно.:31:24 В игре Элли убивает собаку ВОФ Элис, когда та нападает на неё; эта сцена была исключена из эпизода, поскольку сценаристы сочли, что насилие в кино было бы более интенсивным, а сцена в аквариуме, которую поместили между несколькими тяжёлыми моментами, сделала смерть Элис «вероятно излишней».
Дракманн считал, что признание Элли в том, что она знала о действиях Джоэла, ставит в новый контекст сцену из «Почувствуй её любовь», где Дина соглашается продолжить охоту на Эбби, несмотря на свою беременность: ранее скрывая эту информацию, Элли лишила Дину возможности принять решение, зная весь контекст, подобно том, как Джоэл лишил Элли возможности принять решение в финале первого сезона.:12:52 Мэйзин также посчитал признание Элли похожим на признание Джоэла в предыдущем эпизоде, так как оба не хотели говорить правду из-за страха потерять своих близких; он заметил, что Дина отворачивается от Элли точно так же, как Элли отвернулась от Джоэла в финале первого сезона.:15:20 Изабела Мерсед, которая исполняет роль Дины, почувствовала, что реакция её персонажа была похожа на реакцию Элли, когда она узнала правду.:0:51 Гросс признала, что в следующей сцене Дина «протягивает оливковую ветвь», проявляя зрелость, на достижение которой Элли потребовались годы.:15:51
Сценаристы сравнили одержимость Элли поисками Эбби — несмотря на то, что окружающие её люди и обязанности требовали иного — с пагубной зависимостью, о чём Дракманн и Гросс не забывали при написании игры. Они чувствовали, что Элли приняла необходимость воссоединиться с Томми и вернуться домой, однако вид аквариума провоцирует её рецидив и заставляет её продолжить свою миссию мести.:24:28 Мэйзин чувствовал, что Элли проходит несколько стадий в сцене, где она видит аквариум, входя в состояние отрицания, которое вызывает убедительный аргумент, а затем разворачивает его против Джесси, когда он ругает её из-за этого. Дракманн счёл это показательный примером её лицемерия, поскольку она стремится отомстить за смерть своего «сообщества» (Джоэла), но отказывается помогать Джесси найти другого члена их сообщества (Томми).:26:02

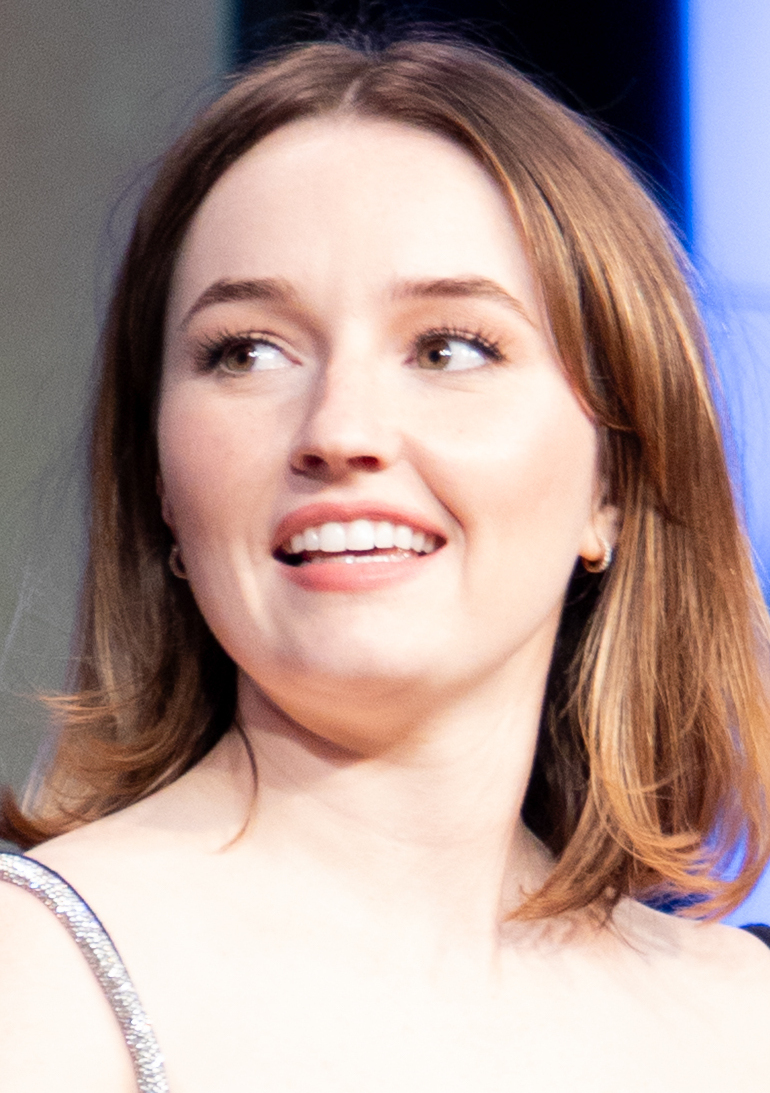
Этот эпизод ознаменовал собой смещение акцента на Эбби, которую играет Кейтлин Дивер

Мэйзин считал, что завершение сезона на клиффхэнгере — означающее смещение фокуса на Эбби в следующем сезоне — было рискованным, но он чувствовал, что руководители HBO «понимают, что этот сериал будет другим сериалом каждый сезон». Сценаристы были готовы к другому финалу, рассматривая возможность переплетения историй Элли и Эбби на протяжении всего сезона, но Мэйзин хотел сохранить «генетику того, как функционирует эта история». Он думал, что они «нарушают немало правил» телевидения, но чувствовал, что «именно в этом и заключается смысл» сериала, подчеркивая, что концепция главных героев и злодеев по своей сути ошибочна. Дракманн сказал, что, как и в случае с игрой, необходим предварительный контекст точки зрения Эбби перед тем, как продолжится её противостояние с Элли.:50:53 Он сравнил концовку с пятым эпизодом, где был «тизер» к флэшбэкам из шестого эпизода: концовка второго сезона устанавливает «эпическую природу» третьего сезона и его акцент на Эбби.

### Подбор актёров и персонажи
Белла Рамзи, которая исполняет роль Элли, во время съёмок сцены с Серафитами почувствовала «реальное ощущение верёвки» вокруг своей шеи, из-за чего ей было легче погрузиться в происходящее. Она обнаружила, что ей было сложно сниматься в финальной сцене, и для этого потребовалось несколько дублей. Во время бесед с Мэйзином и Лопес-Коррадо, она стремилась найти баланс между травмой Элли от смерти Джесси и шоком от появления Эбби, которую она стремилась убить в течение нескольких месяцев; она сочла это — с дополнительным вызовом, когда горе Элли поменялось на покорность — «одной из самых сложных вещей», которые ей приходилось исполнять, и чувствовала, что из-за резкого окончания сцены было трудно закончить съёмки. Убивая Мел, Рамзи подумала, что Элли «осознаёт, что она стала всеми частями [Джоэла], которыми она никогда не хотела становиться», наконец увидев последствия своих действий и сравнив Мел с Диной из-за их беременностей. Она посчитала эту сцену «гораздо более тихой, интимной и спокойной», чем смерть Джоэла в «Через долину». Это стало одной из сцен, которыми она гордится больше всего, чувствуя, что Элли «превращается из своего рода злодейки в потерянного человека». Сценаристы были восхищены крайними проявлениями силы воли Элли: несмотря на то, что она без колебаний подвергла пыткам Нору, она не смогла собраться с силами, чтобы сделать Мел кесарево сечение, регрессировав до состояния ребёнка;:45:05 Гросс сочла это показателем того, что Элли в конечном итоге не похожа на Джоэла.:46:46

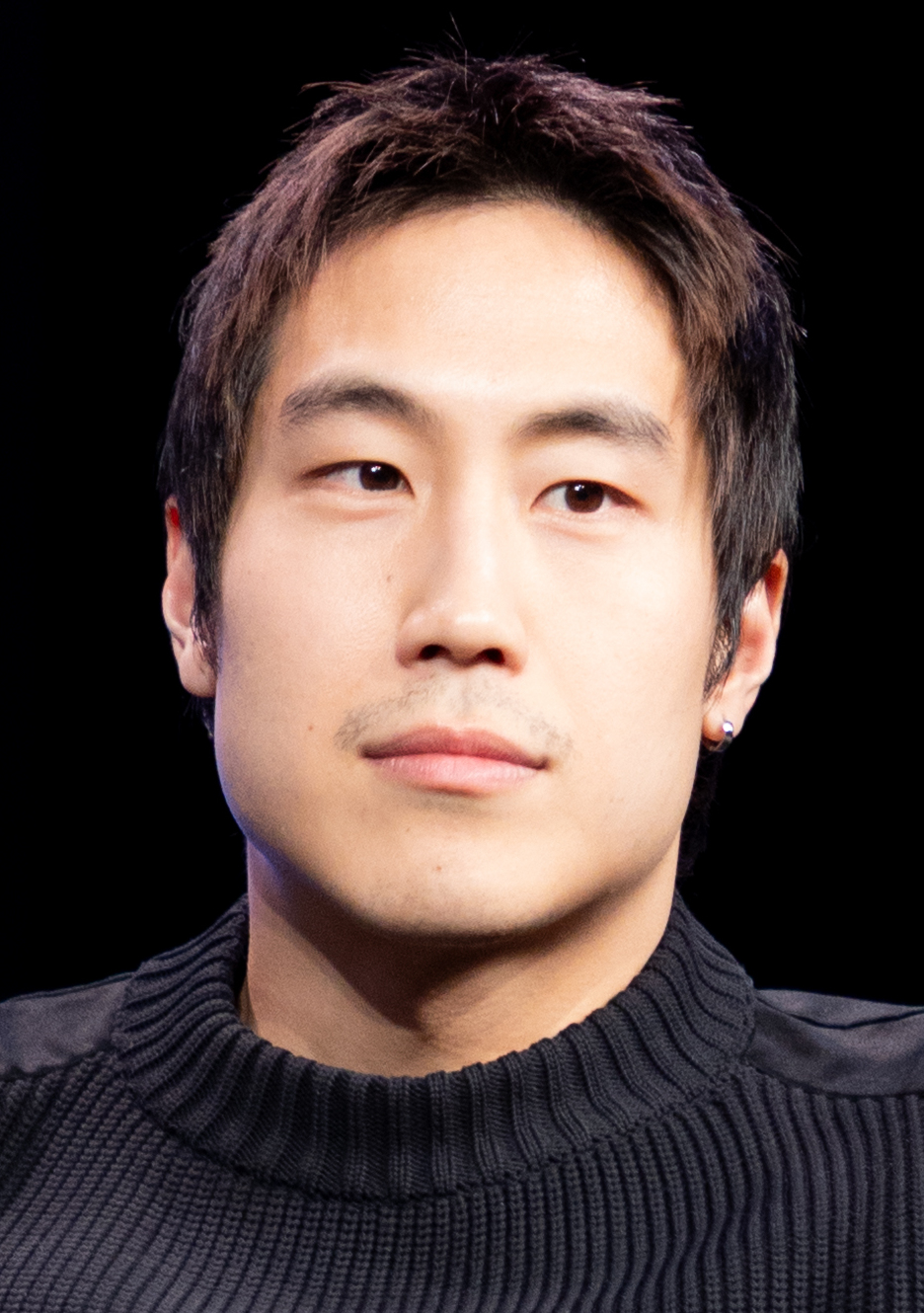
Янг Мазино решил сам исполнить трюки, когда убивают Джесси, в том числе во время пересъёмок, когда ему дали возможность заменить себя каскадёром

Янг Мазино, который играет Джесси, считает, что лично он почувствовал бы себя «полностью охваченным ужасом и страхом», узнав о беременности Дины, однако он сыграл сцену «более сдержанно», думая, что у Джесси было бы «напряжённое чувство типа „давай сделаем это быстро, чтобы я мог убраться отсюда“». Он с таким же настроем рассматривал реакцию Джесси на то, как напали на ребёнка-Серафита, где он избавился от эмоций и был сосредоточен на своей цели. Гросс думала, что в этой сцене Джесси ставит интересы семьи превыше всего, в то время как Элли хочет справедливости;:18:08 а Лопес-Коррадо чувствовала, что Элли увидела себя в ребёнке, и, так как её спас Джоэл, она хотела сделать то же самое.:2:39 Джесси был раздражён решением Элли продолжить охоту на Эбби, понимая её мотивы, но чувствуя, что у них больше шансов уйти. Джесси говорит Элли, что проголосовал против её предложения «с некоторым удовольствием и удовлетворением», поскольку он активно нарушает свои собственные правила и идёт наперекор решению совета, чтобы спасти Элли и Дину. Мазино считал, что Джесси было грустно, когда они уходили, подозревая, что Элли скорее всего погибнет. Он чувствовал, что Джесси завидует не по годам развитой натуре Элли; не подозревая, что у неё есть иммунитет, он замечает, что она легкомысленно относится к серьёзным событиям, восхищаясь тем, насколько далеко она готова пойти, чтобы отомстить за своих близких. Мазино также посчитал эмоциональной сцену разговора Джесси и Элли в театре, которую снимали ближе к концу сезона.
Смерть Джесси была снята в том же кинотеатре, но в другой день. Мазино хотел сам исполнять трюки, в том числе в тех кадрах, где в этом не было необходимости, хотя к «15-му, 20-му» дублю это казалось ему утомительным. Сцену потребовалось переснять, чтобы обеспечить непрерывность сюжета, поскольку губа Рамзи была повреждена во время одной из экшен-сцен; Мазино предложили заменить его каскадёром-дублёром, но он решил присутствовать, так как чувствовал, что момент, когда Элли видит безжизненное тело Джесси, является «катастрофическим моментом», и хотел, чтобы Рамзи установила с ним связь. В этой сцене на его лице был сложный грим из глины. Сценаристы не рассматривали альтернативные варианты смерти Джесси и заранее подготовили Мазино к этой сцене в начале производства сезона. После утверждения на роль, Мазино играл в игру вплоть до момента смерти Джесси, после чего он перестал играть. Он счёл внезапность смерти характерной чертой жестокого мира игры и не хотел ничего менять, считая, что она отражает идею осознания того, что у каждого человека есть своя сложная жизнь и смерть. Сценаристы сравнили Джесси с Оуэном, утверждая, что они оба являются высоконравственными персонажами, которые связаны с импульсивными людьми — Элли и Эбби соответственно — что в конечном итоге стоило им жизни. Мэйзин полагал, что в такой ситуации действия Джесси были бы идентичны действиям Оуэна. Он сказал Спенсеру Лорду, который играет Оуэна, схватить пистолет как можно быстрее; Оуэн знал, что ситуация рискованна, но чувствовал, что он всё равно должен был попытаться.:36:05
В сценарии для эпизода Мэйзин сделал смерть Мел более мрачной, чем в игре; Дракманн счёл необходимым показать влияние сопутствующего ущерба. Он думал, что до сих пор Элли могла оправдать все свои поступки, но смерть ребёнка была неоправданной.:7:19 После того, как Мэйзин написал эту сцену, он предупредил актёров о её жестокости. Ранние варианты сцены были «более насыщены» дополнительными действиями. Ариэла Барер, которая играет Мел, нервничала из-за этой сцены и постоянно плакала. Сцену пришлось переснимать, и Барер поняла это после просмотра оригинальной версии. Барер снова нервничала из-за пересъёмок, но её утешила подруга, связав это с реальными событиями: «Эти ужасные вещи происходят на самом деле. Женщины страдают таким образом во время войны. По крайней мере, ты можешь почтить их так». Мэйзин добавил ей дополнительные реплики во время съёмок, например то, как Мел подбадривала Элли. Он сказал ей, что слёзы уместны, но Мел не должна плакать, поскольку она сразу же становится родителем, быстро пытающимся спасти своего ребёнка.:38:44 Дракманн посчитал такое указание похожим на то, которое он дал Трою Бейкеру во время записи первой игры: когда Сара получает пулевое ранение, Джоэл сосредоточен на том, чтобы спасти её, а не оплакивать её смерть.:39:14
Барер чувствовала, что Мел «видит себя в Элли — того, кого обстоятельства её жизни вынуждают её что-то сделать», имея в виду её причастность к смерти Джоэла. Она сыграла в сцене так, будто Мел постепенно теряет свои чувства, начиная со зрения, но продолжает использовать медицинскую терминологию, словно «она лежит на операционном столе вместе со своими друзьями-врачами, которым она доверяет», и в конце концов «умирает, думая, что спасла ребёнка». Предсмертное желание Мел спасти своего ребёнка отражает тему сериала: «родители делают всё возможное, чтобы спасти своего ребёнка». Сценаристы не пытались добиться того, чтобы зрители согласились с Элли в этой сцене. Хотя в игре Элли физически сражается и убивает обоих персонажей, в эпизоде сцена была переписана, поскольку сценаристы сочли нереалистичным, что Элли сможет успешно сразиться с Оуэном, учитывая её размеры. Гросс сочла, что эта сцена является отражением открывающей сцены, где Дина умоляла Джесси вытащить стрелу из её ноги. Отражение было ещё более очевидным в ранних вариантах сцены, особенно в имитации родов.:4:11
Кейтлин Дивер, которая играет Эбби, нервничала по поводу своего выступления из-за того, что у неё было мало реплик, считая, что «если налажаешь, то вся сцена будет испорчена из-за одной твоей реплики». Эта сцена была последней работой Дивер в сезоне; перемещения между съёмками в Ванкувере и домом в Лос-Анджелесе означали, что ей «постоянно приходилось перестраиваться», чтобы вновь войти в эмоциональное состояние Эбби, и, как правило, она пересматривала монолог персонажа, обращённый к Джоэлу в «Через долину». Мэйзин чувствовал, что короткие сцены с участием Эбби в этом эпизоде демонстрировали её компетентность по сравнению с Элли, поскольку она сразу же взяла ситуацию под свой контроль во время их конфронтации в театре.:48:12 Гросс считала, что Элли увидела себя в Эбби в финальной сцене, заметив боль и гнев, которые она сама испытала после смерти Джоэла.:10:35

### Съёмки
Производство эпизода началось примерно в июле 2024 года. Оператором-постановщиком была Кэтрин Голдшмидт. Съёмки проходили в Нью-Уэстминстере 28 июля, в театре «Орфеум» — 29 июля, где актёры и съёмочная группа «тусовались» в дни перед началом производства. С 9 по 13 августа съёмки проходили возле улиц Кордова и Кэмби в Гастауне. Сцены с Элли в лодке были сняты ближе к концу производственного процесса в нагретом резервуаре с водой в студии, а некоторые кадры были сняты на подвесе без воды.:4:21 Движение камеры было более энергичным, чтобы отразить интенсивность воды. Рамзи обнаружила, что её тяжёлый и мокрый костюм делал съёмки сцены трудными, но удовлетворяющими.:5:11 Лес острова Серафитов был построен на звукозаписывающей студии. Голдшмидт слегка нанесла вазелин на объектив камеры, чтобы добавить сцене эмоциональности и эффекта дождя.
Основные съёмки должны были завершиться 21 августа, на несколько недель раньше первоначально назначенной даты — 9 сентября; они завершились 23 августа. 15—16 января 2025 года Ванкуверский аквариум закрывался пораньше, чтобы можно было устроить дополнительные съёмки смерти Оуэна и Мел; изначально съёмки проходили в другой обстановке, но сцену пришлось переснять, поскольку «она не сработала». В конечном итоге было отснято три версии данной сцены, каждая из которых занимала два дня. Художник-постановщик Дон Макоули считал, что использование настоящего аквариума было более эффективным, чем строительство декораций. База ВОФ в финальной сцене была частично создана для того, чтобы Эбби могла пройти по ней, в то время как фон был создан отделом визуальных эффектов, который за основу взял стадион «Люмен Филд»; планируется, что его построят для третьего сезона, но команда решила создать его на компьютере для этого эпизода.

## Реакция

### Показ и рейтинги
Премьера эпизода состоялась на канале HBO 25 мая 2025. Пользователи, которые купили сезон у Apple, получили кратковременный доступ к эпизоду 22 мая, а затем на платформах социальных сетей, таких как TikTok и Твиттер, были опубликованы клипы из эпизода. 23 мая Мэйзин и Дракманн приняли участие в виртуальной пресс-конференции, чтобы ответить на вопросы о сериале. В первую ночь показа эпизод в США посмотрело 3,7 миллиона зрителей, включая на линейном телевидении и на стриминговом сервисе Max — это на 50% меньше по сравнению с финалом первого сезона и на 30% меньше по сравнию с премьерой второго сезона, что руководство HBO связало с выходными в честь Дня поминовения, и они ожидают, что аудитория вырастет позже, основываясь на предыдущих показателях. На линейном телевидении эпизод посмотрели 680 000 зрителей, а его рейтинг составляет 0,17.

### Реакция критиков
«Конвергенция» получил рейтинг 79% на сайте Rotten Tomatoes на основании 19 отзывов. Критический консенсус сайта гласит, что эпизод «завершает воинственный сезон определённо жестоким, но неожиданным концом». Саймон Карди из IGN затруднился оценить эффективность истории, не ознакомившись сначала с контекстом третьего сезона. Салони Гаджар из The A.V. Club назвала этот эпизод «самым хлипким» в сезоне, а Белен Эдвардс из Mashable назвала его «разочарованием»: «вишенка на торте не вызывающего восторга сезона», которому бы на пользу пошло большее количество эпизодов. Эрик Дегганс из NPR посчитал, что сезон был слишком сильно сосредоточен на сближении историй Элли и Эбби, вместо того чтобы лучше ознакомить зрителей с последней. Ноэль Мюррей из «The New York Times» высоко оценил операторскую работу эпизода, отметив кадры с Элли, когда она смотрит на аквариум, и заключительный кадр со стадионом, а Крис Беннион из «The Telegraph» выразил мнение, что кадр с Элли в лодке «должен принести команде художников награды». Кэти Долл из CBR высоко оценила использование молний в тёмных сценах.
Критики высоко оценили игру Рамзи; Карди из IGN почувствовал, что в противостоянии с Джесси она проявила «суровость и характер, намного превосходящие её размеры», а Эмма Фрейзер из The Daily Beast написала, что Рамзи «превосходно передаёт ужас» от смерти Мел, что Беннион из The Telegraph» назвал «определённо лучшим моментом Рамзи в сериале». Игра Барер удостоилась похвалы из её опустошительного эффекта, и критики отметило то, как зрелость Мазино бросает вызов поведению Элли. Виктория Филлипс Кеннеди из Eurogamer чувствовала, что Дивер «забрала всё внимание себе, вернувшись в роли Эбби», отметив, что она передаёт силу персонажа даже без наличия более крупного телосложения своей версии из игры, а Джошуа Ривера из «Vanity Fair» написал, что, несмотря на краткость сцены, «в ней чувствуется ощутимый размах». Краткое выступление Джеффри Райта заставило Долл из CBR надеяться, что у Айзека будет более значимая роль в третьем сезоне.
Кэролайн Сиде из The A.V. Club назвала этот эпизод «сильным часом „Одних из нас“», а смерти «впечатляющими из-за своей тихой, приглушённой жестокости». Долл из CBR посчитала, что темп эпизода был больше похожим на игру, чем на телевизионное шоу, и раскритиковала акцент на любовном треугольнике, хотя, по ей мнению, диалоги Айзека продемонстрировали «отличный сценарий шоу» благодаря его тонкости и заурядности персонажа. Беннион из The Telegraph» посчитал этот эпизод квинтэссенцией сезона: «в нём есть сочные томления… и слишком много показных разговоров о морали», хотя он посчитал смерть Мел «пожалуй самой впечатляющей сценой из всех, что были показаны в сериале», которая демонстрирует «видение франшизой общества, которое почти, но ещё не окончательно, потеряло свою человечность». В то время как Элли, защищая себя, наносит Мел удар ножом в игре, несколько обозревателей сочли, что её случайная смерть сделала Элли более сострадательной и менее виноватой в произошедшем; Карди из IGN назвал это «ещё одним примером того, как эта адаптация сдерживает себя, когда дело доходит до моментов чистого насилия, ослабляя эффект истории». Кеннету Шепарду из Kotaku не понравилось то, что в сериале неприятные черты характера Элли переложили на других персонажей, чтобы сделать её более героической — например, Джесси стал более эгоистичным, чем в игре, — хотя он счёл разочарование Элли сообществом Джексона подходящим дополнением из-за его несправедливого отношения к ней. Некоторые посчитали сцену с Элли на острове Серафитов ненужной, а её выживание неправдоподобным.
В то время как некоторые критики оценили уверенность в том, что концовка эпизода меняет фокус на Эбби, посчитав это уместным тизером к будущим эпизодам, другие посчитали концовку неудовлетворительной и чувствовали, что из-за этого сюжет второго сезона кажется незавершённым, особенно учитывая длительный период производства между сезонами; Сиде из The A.V. Club надеялась получить «ощущение тематической завершённости», а Алан Сепинуолл из «Rolling Stone» раскритиковал «явно фальшивый клиффхэнгер» с выстрелом. Джуди Берман из «Time» назвала эпизод «резким и неудовлетворительным», неподходящим в качестве финала сезона; она неодобрительно сравнила «медленным темпом» второго сезона «Игры в кальмара», который «заканчивается именно тогда, когда действие набирает обороты». Несколько обозревателей поставили под сомнение то, что фокус второго сезона был на конкретных группах и персонажах, после чего фокус поменяли в третьем сезоне; Сиде из The A.V. Club посчитала отсутствие внимания к группе Эбби «произвольным», Эдвардс из Mashable чувствовала, что сцены с Айзеком «кажутся бессвязными» без какой-либо отдачи. Алекс Уэлш из TheWrap назвал этот эпизод «уместно резким завершением сезона, который, к сожалению, большую часть времени казался бессвязным и неуклюжим».

## Комментарии
1. ↑  Как показано в «Почувствуй её любовь»[6]
2. 1 2  Джоэл убивает более дюжины Цикад в Солт-Лейк-Сити, чтобы спасти Элли в «Ищи свет», о чём он позже признаётся Элли в «Цене».
3. 1 2  Как показано в «Пути»